# Patrick Valéry
Patrick Valéry (Brignoles, 3 luglio 1969) è un allenatore di calcio ed ex calciatore francese, di ruolo centrocampista.

## Palmarès

### Club

#### Competizioni nazionali
- Campionato francese: 1

Monaco: 1987-1988
- Coppa di Francia: 1

Monaco: 1990-1991